# Affaire Bourdin-Fasquel
Pour les articles homonymes, voir Bourdin et Fasquel.
 (septembre 2014).
Si vous disposez d'ouvrages ou d'articles de référence ou si vous connaissez des sites web de qualité traitant du thème abordé ici, merci de compléter l'article en donnant les références utiles à sa vérifiabilité et en les liant à la section « Notes et références ».
L'affaire Bourdin-Fasquel est une affaire criminelle française dans laquelle sont impliqués Jocelyne Bourdin (1956-2020) et Marc Fasquel (1947-1986), couple auteur de l'enlèvement, la séquestration et le viol de sept jeunes femmes, dont deux assassinées entre décembre 1985 et février 1986. L'affaire prit fin lorsque Marc Fasquel est tué par les gendarmes le 14 février 1986, alors qu'ils tentent de forcer un barrage.

## Biographies
Marc Louis Marcel Fasquel est né le 15 mars 1947 à Flixecourt et non à La Chaussée-Tirancourt comme l'indique l'émission "Faites Entrer l'Accusé".
Le 28 août 1955, Janet Marshall, une institutrice britannique sillonnant la France à vélo pendant ses vacances, est assassinée dans son village. La maison des Fasquel se trouve derrière le marais où le corps de l'institutrice est retrouvé. À l'époque, pour faire peur aux enfants, les gens disaient dans le village que le tueur était resté dans le marais et que la nuit il revenait dans le village. Cet événement a pu traumatiser Marc Fasquel et avoir un impact sur ce dernier et sa future vie de tueur.
En 1957, la famille Fasquel part habiter à Amiens.
Jocelyne Bourdin est née le 8 avril 1956 à Montbéliard dans le Doubs dans une famille modeste. Elle est bonne élève, elle souhaite devenir infirmière. Quand elle a 17 ans, son père meurt. Pour aider sa mère, elle trouve un emploi de secrétaire dans une compagnie d'assurances.
En 1976, Jocelyne Bourdin et Fasquel se rencontrent dans un bar à Besançon et ne se quittent plus. Marc Fasquel raconte à Jocelyne Bourdin ses antécédents judiciaires. Il a passé quelque temps en prison pour escroqueries et vols de chéquiers. Celle-ci lui déclare que cela lui était égal et qu'elle s'en accommode. En 1977, elle accouche de leur fils sous un faux nom. Ils vagabondent.
En 1978, ils sont arrêtés. Fasquel est emprisonné. Jocelyne Bourdin est placée en foyer maternel. Ils se marient. Fasquel s'évade. Ils partent en cavale.
En 1982, lors d'un contrôle de routine, le couple est arrêté, un gendarme trouve des armes dans le coffre de leur voiture. Marc Fasquel est condamné à sept ans de prison et Jocelyne Bourdin à cinq ans. En 1985, un juge autorise la libération sous caution de Fasquel, celui-ci en profite pour s'échapper.

## Les faits, l'enquête

### Première victime
Le 27 décembre 1985, Martine Rénéric 25 ans, recherchant un emploi d'ambulancière, répond à une annonce d'un couple. La jeune femme, accompagnée de son père, rencontre le couple et tous quatre dînent dans un restaurant pour faire plus ample connaissance.
Le père, rassuré, rentre chez lui à Pau tandis que la jeune femme va avec le couple pour négocier le contrat de travail. Arrivés au gîte, le couple (Jocelyne Bourdin et Marc Fasquel) change brusquement d'attitude. Ils emmènent de force Martine dans une chambre, la forcent à se déshabiller, puis Jocelyne Bourdin l'attache au lit avec des liens. Fasquel commence à la battre et à la brûler aux seins et aux cuisses avec sa cigarette pour l'obliger à donner son code de carte bleue avant de la violer pendant pratiquement toute la nuit.
Le lendemain matin, Jocelyne retire de l'argent avec la carte bleue de Martine Rénéric avant de la relâcher. Fasquel et Bourdin menacent cette dernière si elle parle de quoi que ce soit aux policiers et lui offrent un billet de train. De plus, le couple s'excuse de l'avoir fait souffrir avant de la laisser partir. Une fois arrivée à destination, Martine Rénéric donne l'alerte aux gendarmes et parvient à dresser un portrait-robot du couple (notamment la R25 de couleur foncée du couple).

### Seconde victime
Quelques jours plus tard, Catherine Jouan 18 ans, recherchant un emploi de femme de ménage en Charente, répond à une annonce d'un couple (Jocelyne Bourdin et Marc Fasquel). Le couple donne rendez-vous à la jeune femme dans le gîte qu'ils occupent. Lors des deux premiers jours au sein du gîte tout se passe bien ; puis un soir, alors que l'adolescente regarde la télévision, Jocelyne Bourdin lui demande de l'aider à faire une chambre. L'adolescente est suivie par Fasquel et tous trois se retrouvent dans la chambre.
Là, tout dérape : Jocelyne Bourdin enlève les vêtements de la jeune femme, l'attache au lit avec une cordelette, tandis que Fasquel assiste à la scène. Catherine Jouan est frappée et battue. Son calvaire dure environ trois heures.
Le lendemain matin, tous trois prennent le petit-déjeuner, comme si de rien n'était. En fin de matinée, le couple relâche Catherine Jouan et la menace si elle venait à parler de l'incident aux forces de l'ordre ; puis ils lui donnent de l'argent pour qu'elle puisse acheter un billet de train. Arrivée à destination, Catherine Jouan s'empresse d'aller au commissariat le plus proche pour donner l'alerte.

### Troisième victime
Début 1986, Bernadette Bloriot est enlevée par le couple puis battue par Marc Fasquel avant d'être violée par ce dernier (au préalable Jocelyne la déshabille avant de l'attacher avec une cordelette). Puis elle est relâchée par le couple, qui s'excuse du mal qui lui a été fait. Les policiers, grâce aux témoignages successifs de Martine Rénéric et Catherine Jouan, localisent le gîte de Bourdin et Fasquel. Ces derniers ne sont pas là et les policiers trouvent plusieurs indices, notamment la bougie décrite par Martine Rénéric, la cordelette utilisée pour attacher les victimes ainsi que de la nourriture et de faux papiers d'identité.
Une information judiciaire est ouverte et les policiers ainsi que les gendarmes des deux villes dans lesquelles Jocelyne Bourdin et Marc Fasquel ont sévi se mettent à la poursuite du couple car il peut récidiver à tout moment.

### Quatrième victime
Le 3 février 1986, un conducteur trouve le corps d'une femme nue sur une petite route de Courcelles-Sous-Thoix près d'Amiens. Après recherches, il s'avère que c'est le corps de Geneviève Soulas-Godard, 37 ans. Selon son entourage, elle avait pour habitude d'aller chez le coiffeur tous les lundis (en effet quand les policiers retrouvent son corps ils remarquent qu'elle est allée récemment chez le coiffeur). Puis après avoir constaté que la plupart des coiffeurs étaient fermés le lundi et avoir épluché ses comptes, ils se rendent dans un hypermarché près d'Amiens car la victime avait fait ses courses avant de disparaître. Une caissière dit avoir remarqué un couple dans une R25 foncée, ayant un comportement suspect. D'autres femmes déclarent avoir été embêtées par ce couple.
De plus la voiture de Geneviève Soulas-Godard est toujours sur le parking avec son caddie à proximité, comme si elle avait été emmenée de force dans une voiture. Les gendarmes et la police d'Amiens (qui ont reçu eux aussi le signalement du couple Bourdin-Fasquel) font le rapprochement entre les précédents enlèvements et celui de Geneviève Soulas-Godard.
L'autopsie pratiquée sur Geneviève Soulas-Godard révèle la présence d'une trace de talon féminin sur le torse de la victime ainsi que des traces de brûlure sur les seins et sur les cuisses. L'analyse du talon sur le torse montre l'empreinte d'une botte (portée par une femme). La juge d'instruction chargée de l'enquête ainsi que les forces de l'ordre déploient d'énormes moyens pour arrêter le couple Bourdin-Fasquel car ils sont convaincus de l'implication du couple dans ce meurtre, même s'ils n'ont aucune preuve matérielle pour accréditer leur thèse.
Par ailleurs ce serait la première fois que le couple tuerait, ce qui tendrait à prouver qu'ils sont passés à un stade supérieur.

### Cinquième victime
Quelques jours plus tard, Christine Moros 27 ans, disparaît à Gensac en Tarn-et-Garonne. Elle a été vue pour la dernière fois dans un bar-tabac avant de se volatiliser. Selon ses proches, elle devait assister à son cours de yoga, mais n'y est pas arrivée.
Peu de temps après,le 11 février 1986, son corps nu est retrouvé dans un bois (elle a été violée, étranglée et battue avant d'être tuée). Ayant également reçu le signalement du couple et faisant le rapprochement avec les autres enlèvements, la police lance un mandat d'arrêt national contre le couple Bourdin-Fasquel.

### Sixième victime
Le 11 février 1986, Josette Founeau 40 ans, infirmière qui travaille dans une maison de retraite, quitte son travail à 13 h. Lorsqu'elle prend sa voiture pour aller déjeuner, elle s'aperçoit qu'elle est suivie par une voiture foncée. Puis la voiture s'arrête à sa hauteur, Fasquel en descend, braque Josette Founeau et l'emmène de force dans la R25. La R25 démarre et au bout de quelques heures s'arrête dans une forêt. Là Jocelyne fait déshabiller Josette Founeau, l'attache et part faire le guet au cas où des gendarmes passeraient dans le coin tandis que son mari viole Josette Founeau en mettant son pistolet dans son vagin. Le viol et les actes de torture vont durer des heures et en fin d'après midi Josette Founeau essaie de raisonner Fasquel en lui demandant s'il avait des enfants et s'ils étaient au courant de ce que ses parents font ; sur ce, Fasquel ne dit rien.
Puis le couple repart sur la route et en début de soirée, vers 21 h, autorise Josette Founeau à appeler ses proches pour les rassurer. À Vic-en-Bigorre dans les Hautes-Pyrénées, ils s'arrêtent près de la cabine téléphonique. Mais celle-ci est occupée par Geneviève Tujague, 27 ans, kinésithérapeute. Fasquel enlève Geneviève Tujague et Bourdin démarre en trombe.

### Septième victime
La situation est inhabituelle car le couple se retrouve avec deux femmes otages. Au bout de quelque temps, le couple relâche « la vieille » (Josette Founeau) qui, au préalable, a conseillé à Geneviève Tujague de rester calme et de ne pas paniquer car cela ne servirait à rien. Puis le couple s'arrête en pleine nuit dans un chemin pour que Jocelyne attache les mains de Geneviève Tujague dans le dos. Le couple redémarre et s'arrête une deuxième fois. Là Fasquel viole Geneviève Tujague et la frappe à plusieurs reprises.
Au petit matin, le couple dîne dans un hôtel avec Geneviève Tujague tout en s'assurant qu'il n'y ait pas de gendarmes ou de policiers. Selon les dires de la victime, le dîner se passe bien et tranquillement. Puis le couple relâche Geneviève Tujague en lui offrant un billet de train et en s'excusant pour ce qui s'est passé.
Arrivée au commissariat de police le plus proche, Geneviève Tujague raconte son calvaire. À la suite de ces déclarations près de 1 000 policiers et gendarmes sont à la poursuite du couple Bourdin-Fasquel (les sept enlèvements ayant eu lieu dans sept endroits différents).

## Dénouement
Le 13 février 1986 le couple apprend que près de 1 000 policiers et gendarmes sont à leur poursuite. Ils décident de ne prendre que des routes peu fréquentées. À un moment donné, ils se rendent chez un garagiste, Louis Diaz dans le Tarn, pour prendre de l'essence. Le garagiste les reconnaît et tandis qu'il fait le plein, sa femme appelle les gendarmes. Une fois le plein fini, le couple part et les gendarmes n'arrivent que quelque temps plus tard.
Puis le 14 février 1986, un représentant de commerce affirme avoir croisé le couple. Bourdin et Fasquel ont laissé passer l'homme en voiture et une fois arrivé à leur hauteur le représentant de commerce a tout de suite reconnu Marc Fasquel. Les gendarmes et les policiers se mettent aussitôt en chasse et, en fin de matinée, le couple aperçoit un barrage qui leur coupe la route (matérialisé par une Renault R4 bleue de la Gendarmerie). Là Marc Fasquel fonce droit dans le barrage et fait marche arrière pour repartir ; c'est à ce moment-là que l'un des gendarmes, qui s'est extirpé de la voiture, s'avance vers la R25 et tire à sept reprises sur Marc Fasquel. Ce dernier sort de la voiture et tombe sur la route, gravement blessé.
Jocelyne Bourdin sort elle aussi et crie : « C'est injuste, c'est injuste ! ». Fasquel est transporté à l'hôpital, mais meurt peu de temps avant son arrivée.
Jocelyne Bourdin est arrêtée par la police pour tenter d'expliquer cette folie meurtrière qui les a poussés, elle et son mari, à faire ceci. Bourdin dit qu'elle est innocente et charge son mari mort de toutes les atrocités (viols, meurtres).
Lors de la reconstitution du meurtre de Geneviève Soulas-Godard, Jocelyne Bourdin se montre extrêmement passive. De plus quand les experts, la juge ainsi que les avocats de Bourdin discutent des faits, cette dernière fait du tricot dans la voiture de police.

## Liste des victimes connues
| Les faits        | Les faits                 | Découverte       | Découverte            | Identité                 | Âge | Profession / Activité / Statut |
| date-            | Lieu                      | date-            | Lieu                  | Identité                 | Âge | Profession / Activité / Statut |
| ---------------- | ------------------------- | ---------------- | --------------------- | ------------------------ | --- | ------------------------------ |
| 27 décembre 1985 | Condéon                   | 28 décembre 1985 | Condéon               | Martine Rénéric          | 25  | Ambulancière                   |
| 5 janvier 1986   | Grand-Auverné             | 6 janvier 1986   | Grand-Auverné         | Catherine Jouan          | 18  | Femme de ménage                |
| 17 janvier 1986  | Pruniers                  | 18 janvier 1986  | Pruniers              | Bernadette Loriot        | ?   | Secrétaire                     |
| 3 février 1986   | Parking du Auchan de Dury | 4 février 1986   | Courcelles-sous-Thoix | Genevièvre Soulas-Godard | 37  | Veuve                          |
| février 1986     | Castelsarrasin            | février 1986     | Gensac                | Christine Morros         | 26  | ?                              |
| 11 février 1986  | Boulogne-sur-Gesse        | 11 février 1986  | ?                     | Josette Founeau          | 40  | Infirmière                     |
| 11 février 1986  | Vic-en-Bigorre            | 12 février 1986  | ?                     | Geneviève Tujague        | 27  | Kinésithérapeute               |

## Procès et condamnation
Le procès de Jocelyne Bourdin s'ouvre le 19 mai 1989. Le procès se tient à huis clos car les faits sont effroyables. Jocelyne Bourdin charge une nouvelle fois son mari des enlèvements, des viols et des deux meurtres. Mais les victimes déclarent que Jocelyne Bourdin participait aussi (elle conduisait quand son mari violait, elle déshabillait les victimes, elle les attachait avec de la corde, elle prenait même du plaisir à voir son mari violer et à voir les victimes souffrir).
Cependant Jocelyne Bourdin affirme que son mari l'obligeait à faire ce qu'elle a fait et que si elle refusait, elle risquait d'être tuée. Il est aussi rapporté que Jocelyne Bourdin aurait pu inciter Marc Fasquel à violer les victimes.
L'enquête au cours du procès permet d'établir par la même occasion qu'une semaine avant le premier enlèvement (le 18 décembre 1985), Marc Fasquel et Jocelyne Bourdin ont vu un film violent La Mariée rouge (ce film raconte l'histoire d'un couple fraîchement marié qui, avec l'aide de loubards, enlève et viole des jeunes femmes mariées sous le regard du mari). L'enquête ne permet pas de dire si Bourdin et Fasquel ont été inspirés par ce film ou si ce n'est qu'une simple coïncidence.
Au deuxième jour du procès, le jury condamne Jocelyne Bourdin à 20 ans de réclusion criminelle assortie d'une peine de sûreté de 13 ans pour complicité d'enlèvements, de séquestrations, de viols, de meurtres, de tortures et actes de barbarie. À l'époque, il est impossible de faire appel d'un verdict d'assises. Jocelyne Bourdin se pourvoit donc en cassation et sa demande est rejetée.
Jocelyne Bourdin est sortie de prison en 1999, soit treize ans après les crimes. Elle est décédée à Rennes le 12 mars 2020 à l'âge de 63 
ans.

## Article de presse
- Article publié dans Le Nouveau Détective le 20 février 1986.

## Documentaires télévisés
- « Jocelyne Bourdin et Marc Fasquel, le couple pervers » en novembre 2007 et février 2009 dans Faites entrer l'accusé présenté par Christophe Hondelatte sur France 2.
- « Les amants du mal : affaire Bourdin-Fasquel » le 22 mars 2018 dans Enlèvements sur C8.
- « Affaire Bourdin-Fasquel, l'équipée meurtrière » le 12 novembre 2022 dans Au bout de l'enquête, la fin du crime parfait ? sur France 2.

## Émission radiophonique
- « Le parcours meurtrier du couple Fasquel-Bourdin » le 26 avril 2012 dans L'Heure du crime de Jacques Pradel sur RTL.